# Bozo le clown
Pour les articles homonymes, voir Bozo.

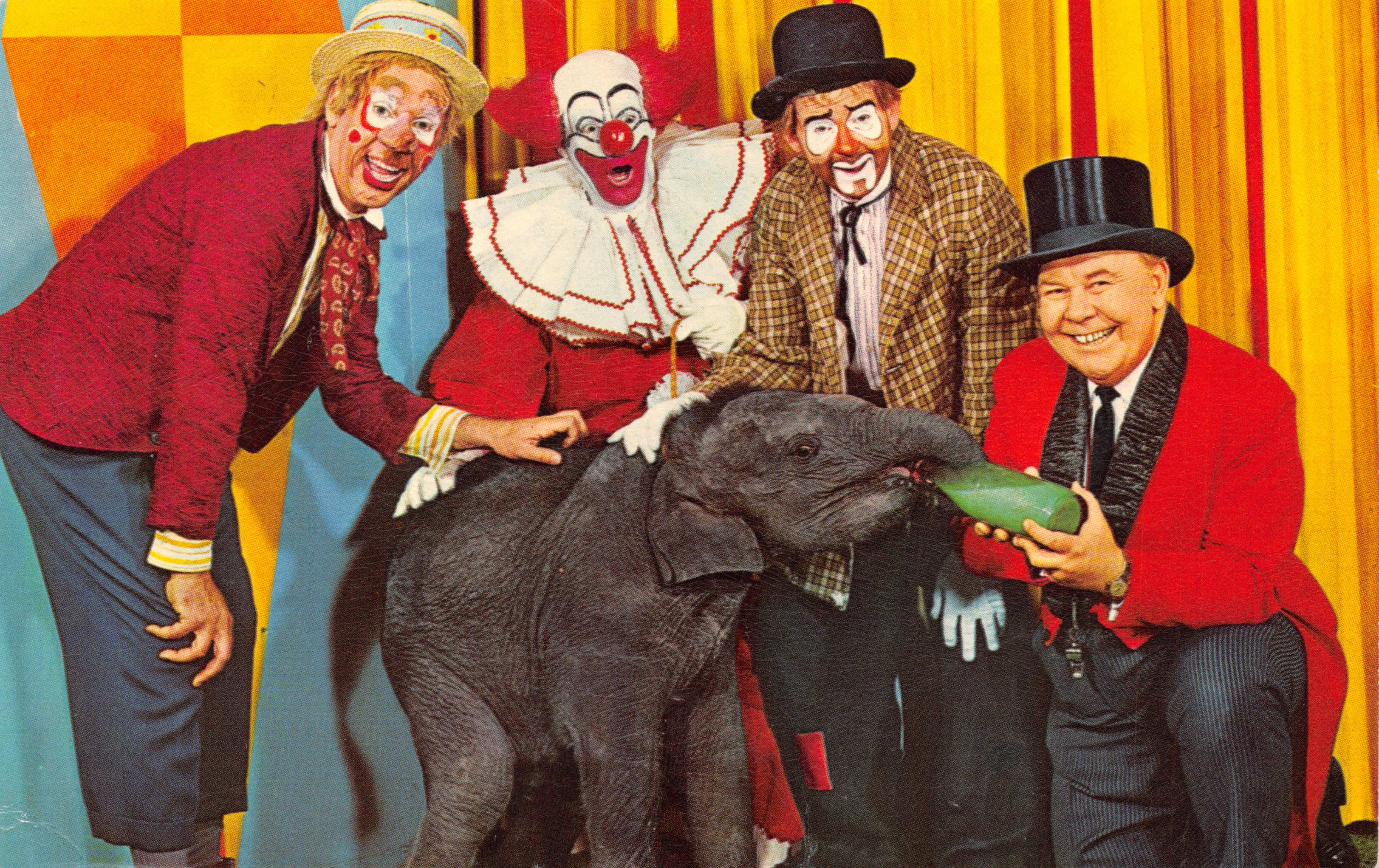
Oliver O. Oliver (Ray Rayner), Bozo le clown (Bob Bell), Sandy le clown et Ringmaster Ned (1963).

Bozo le clown est un personnage fictif de clown américain. Il a atteint le sommet de sa renommée dans les années 1960, grâce à une grande présence télévisuelle lors des premiers moments de la télévision.

## Histoire
Créé par Alan W. Livingston (en) en 1946, Bozo le clown était à l'origine une série de livres-disques. Le premier volume s'intitulait Bozo at the Circus, publié par la compagnie de disques Capitol Records, et utilisait la voix de Pinto Colvig.
Le personnage apparaît pour la première fois à la télévision en 1949, également interprété par Pinto Colvig. En 1956, les droits de Bozo sont acquis par Larry Harmon, qui en fait une franchise qui se répand à travers les États-Unis. Les télévisions locales créent ainsi leur propre spectacle avec leur propre Bozo. En 1965, Harmon rachète ses partenaires et produit Bozo's Big Top (en) en 1966.
Une série de dessins animés américaine nommée Bozo le clown (titre original : Bozo: The World's Most Famous Clown) a été produite par Larry Harmon Pictures Corporation (en) entre 1958 et 1962. Elle comporte 156 épisodes, qui durent chacun cinq minutes. Lou Scheimer, connu par Filmation, en était le directeur artistique.
Une revue de bandes dessinées en français intitulée Bozo le clown, adaptée du dessin animé, a été publiée par Aventures et Voyages de juin 1975 à mars 1977, soit 18 numéros.